# Vila Verde e Santão
Vila Verde e Santão (oficialmente: União das Freguesias de Vila Verde e Santão) é uma freguesia portuguesa do município de Felgueiras, com 3,14 km² de área e 1417 habitantes (censo de 2021). A sua densidade populacional é 451,3 hab./km².

## História
Foi constituída em 2013, no âmbito de uma reforma administrativa nacional, pela agregação das antigas freguesias de Vila Verde e Santão e tem a sede em Vila Verde.

## Demografia
A população registada nos censos foi:
| Distribuição da População por Grupos Etários | Distribuição da População por Grupos Etários | Distribuição da População por Grupos Etários | Distribuição da População por Grupos Etários | Distribuição da População por Grupos Etários | Distribuição da População por Grupos Etários |
| -------------------------------------------- | -------------------------------------------- | -------------------------------------------- | -------------------------------------------- | -------------------------------------------- | -------------------------------------------- |
| Antes da agregação                           |                                              |                                              |                                              |                                              |                                              |
| Ano                                          | 0-14 anos                                    | 15-24 anos                                   | 25-64 anos                                   | >= 65 anos                                   | Total                                        |
| 2001                                         | 311                                          | 232                                          | 864                                          | 177                                          | 1584                                         |
| 2011                                         | 268                                          | 201                                          | 886                                          | 230                                          | 1585                                         |
| Após a agregação                             |                                              |                                              |                                              |                                              |                                              |
| Ano                                          | 0-14 anos                                    | 15-24 anos                                   | 25-64 anos                                   | >= 65 anos                                   | Total                                        |
| 2021                                         | 145                                          | 178                                          | 779                                          | 315                                          | 1417                                         |